# سازمان دانش‌آموزی
سازمان دانش‌آموزی جمهوری اسلامی ایران نهادی عمومی و غیردولتی وابسته به وزارت آموزش و پرورش است که در قالب تربیت اجتماعی مکمل تربیت عمومی بوده و در ۲۱ اردیبهشت ۱۳۷۸ فعالیت‌های خود را با شعار «همدلی، همفکری، همکاری» شروع نمود و دانش‌آموزان پسر و دختر را در سه دوره تحصیلی و از پایه اول ابتدایی تا پایه دوازدهم (۱۲ سال تحصیلی) تحت پوشش قرار می‌دهد.
در سال ۱۴۰۰ دچار باز مهندسی شد و شعار «همفکری، همدلی، همکاری» تبدیل به راهبرد شد و شعار پیشتازان به «پیشتازان گام دوم انقلاب، پیشگامان تمدن نوین اسلامی» تغییر یافت. دستمال گردن حذف و به شال تشکیلاتی جای خود را داد و این تشکل کمی از شکل جهانی خود فاصله گرفت.
خبرگزاری پانا تحت مدیریت سازمان دانش‌آموزی فعالیت می‌کند.

## تاریخچه
سازمان دانش‌آموزی تربیت اجتماعی دانش‌آموزی را تحت پوشش و پیگیری دارد.
جهت فعالیت‌های مکمل پرورشی در سال ۱۳۷۰ اساسنامه کانون‌های فرهنگی و تربیتی به تصویب شورای عالی آموزش و پرورش رسید. در سال ۱۳۷۲ در ضمن آن، تشکیلات دانش‌آموزی تحت عنوان «پویندگان» در راستای فعالیت‌های پیگیر، مستمر و بلندمدت پرورشی ایجاد شد. سال ۱۳۷۴ به‌جای عنوان کلی پویندگان، تشکیلات پسران «پیشتازان» و دختران «فرزانگان» عنوان گرفت؛ و از سال ۱۳۹۶ این تشکیلات با نام پیشتازان دختر و پسر شناخته می‌شود. اما تشکیلات سازمان دانش‌آموزی به‌عنوان سازمانی مستقل از ۲۱ اردیبهشت ۱۳۷۸ فعالیت‌های خود را شروع نمود.

## تعریف
به منظور اعتلای شخصیت دینی، اخلاقی، عاطفی، علمی و اجتماعی دانش‌آموزان و ایجاد زمینه مشارکت همه‌جانبه آنها در زمینه‌های اعتقادی، فرهنگی، اجتماعی، سیاسی، ورزشی و هنری، سازمانی عمومی و غیردولتی با عنوان سازمان دانش‌آموزی جمهوری اسلامی ایران و با مقررات خاص تحت نظارت وزارت آموزش و پرورش تشکیل می‌شود.

## اهداف
- تقویت تربیت اجتماعی و روحیه نظم و قانونگرایی
- تعلیم و تربیت اسلامی دانش‌آموزان در ابعاد مختلف فردی و اجتماعی
- برنامه‌ریزی برای اوقات فراغت دانش‌آموزان
- خودباوری فرهنگی

## هیئت امنا

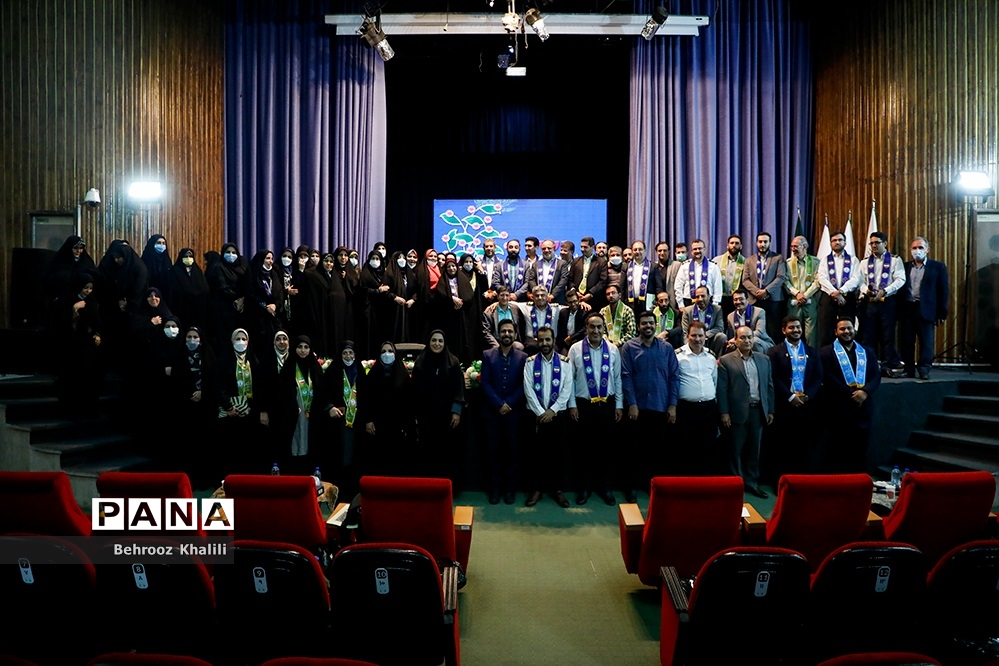
مراسم بیست و سومین سالروز تأسیس سازمان دانش آموزی

هیئت امنای سازمان دانش آموزی، رکن اول این سازمان محسوب می‌شود که وزیر آموزش و پرورش ریاست آن را بر عهده دارد.

### شرح وظایف
- سیاستگذاری و تعیین خط مشی‌های کلی سازمان و نظارت بر تحقق اهداف آن
- تصویب برنامه‌های سالانه و توسعه سازمان
- تأیید رئیس سازمان برای انتصاب
- تصویب چگونگی تشکیل و ترکیب شوراهای برنامه‌ریزی استانها و شهرستانها و همچنین نحوه انتخاب نمایندگان اعضا در ارکان سازمان
- بررسی گزارشهای مالی و عملکرد سازمان و تصویب آن

طبق اساسنامه سازمان، ۴ دانش آموز و ۲ مربی با حکم وزیر آموزش‌ و پرورش به عنوان نمایندگان دانش آموزان و مربیان عضو هیئت امنای سازمان می‌شوند.

## مجامع
مجامع سازمان دانش‌آموزی که به آن مجمع عمومی (کنگره) نیز گفته می‌شود، رکن چهارم سازمان دانش آموزی است. مجمع های اعضا که متشکل از دانش آموزان می‌باشد به منظور اعمال نظریات و مشارکت مستقیم آنها در سیستم مدیریتی و اجرایی سازمان و همچنین نظارت بر عملکرد سازمان است.

### ترکیب
ترکیب، وظایف و نحوه انتخاب این مجامع توسط معاون وزیر آموزش و پرورش (رئیس سازمان) تهیه و پس از تأیید شورای برنامه‌ریزی به تصویب هیئت امنا خواهد رسید. نفرات مجامع از بین دانش آموزان هستند که با رأی مستقیم آنها در سه مرحله منطقه/شهرستان، استان و کشور برگزیده می‌شوند. هیئت رئیسه مجامع در سطح کشور متشکل از رئیس، نایب رئیس، منشی، پشتیبان و بازرس می‌باشد.

### اهداف
- استفاده از قدرت و توان فکری دانش آموزان و مربیان عضو سازمان در طرح‌ها و برنامه‌های سازمان
- افزایش مشارکت اعضا و مربیان در اجرای فعالیتهای سازمان
- انسجام‌بخشی به فعالیت‌های سازمان دانش‌آموزی[۹]

## انتخابات کشوری مجامع
- هیئت رئیسه مجمع کشوری اعضای دانش آموزی و مربیان پیشتازان برای دو سال به تفکیک جنسیت انتخاب می‌شوند.
- رئیس مجامع که چهار نفرند عضو هیئت امنای سازمان دانش آموزی نیز خواهند بود.
- بیش از ۵۷ هزار مربی پیشتاز در ۷۱۹ شهرستان کشور وجود دارد. ۶۴ نفر مشتمل بر ۳۲ نفر زن و ۳۲ نفر مرد در مرحله کشوری ششمین دوره مجمع مربیان و ۱۲۸ نماینده دانش آموز در هشتمین دوره مجمع اعضا حضور داشتند.[۱۰]

انتخابات کشوری در اسفند ۱۳۹۷ صورت گرفت و افراد زیر برای هیئت رئیسه مجامع انتخاب شدند:
- محمدمهدی نوری‌پور، رئیس مجمع دانش آموزان پسر، عضو هیئت امنای سازمان و مشاور وزیر آموزش و پرورش
- سلمان علی‌محمدی، دبیر مجمع مربیان کشوری[۱۱]
- مجید نجفی‌زاده (رئیس مجمع مربیان آقا و عضو هیئت امنای سازمان دانش آموزی کشور)
- فاطمه نجاتبخش از استان کهگیلویه و بویراحمد (رئیس مجمع مربیان خانم و عضو هیئت امنای سازمان دانش آموزی کشور)[۱۲]

## تشکل‌ها

### پیشتازان

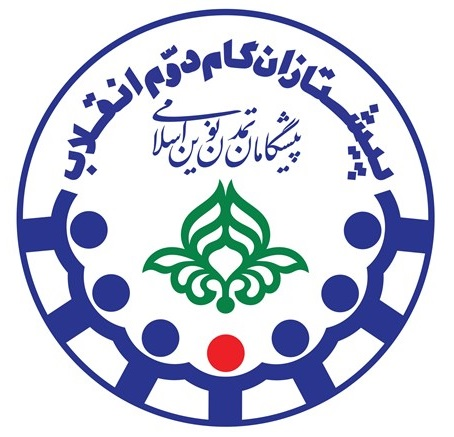
نماد جدید پیشتازان

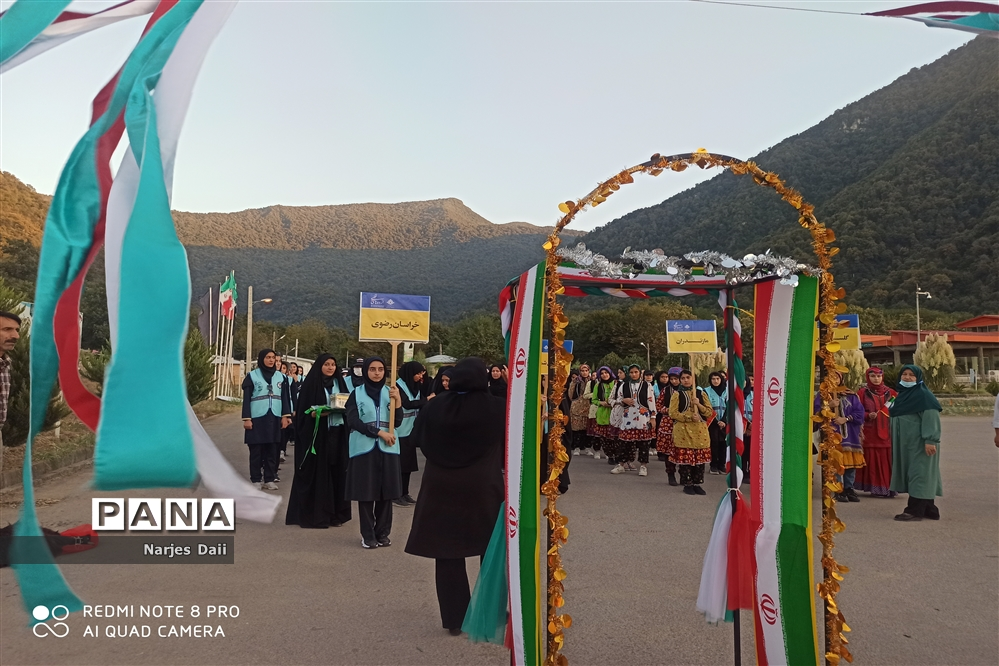
اردوی دختران عضو سازمان دانش آموزی

تشکیلات دانش آموزی پیشتازان، از مهرماه ۱۴۰۰ مبتنی بر سیاست‌های تحولی و بیانیه گام دوم انقلاب، (با رویکرد مدرسه‌محوری، دانش‌آموز محوری، مهارت‌محوری، نقش‌پذیری و استفاده از فضای مجازی) طراحی و تدوین شده و از حیث اصول، سیاست‌های اجرایی، نمادها، نشان‌ها، سرفصل‌ها و محتوای آموزشی مورد بازنگری جدی ودقیق قرار گرفته‌است. از جمله: منش‌های دوازده‌گانه جای خود را به فضیلت‌های چهارده‌گانه داده‌است. نماد دستمال گردن حذف و جای خود را به شال تشکیلاتی (نمایش هویت تشکیلاتی) داده‌است.
تشکیلات پیشتازان (دختر - پسر) در راس یک یا دو یاورمربی همراه با یک خبرنگار در قالب تیمهای هفت نفره (دو تا هشتگانه) می‌باشند (تشکیلات کمتر از پنج تیمی رسته، و با یک یاورمربی سررسته - تشکیلات پنج تا هشت تیمی گروه، و با سرگروهی دو یاورمربی می‌باشد).
اعضای هر تیم شامل (۱. مسئول تیم ۲. معاون تیم ۳. مسئول علمی و آموزشی ۴. مسئول فرهنگی و هنری ۵. مسئول امداد و نجات ۶. مسئول تربیت بدنی ۷. مسئول پشتیبانی و تدارکات) می‌باشد.

### یاران مدرسه
شامل:
1. یاور مربی (اصلی‌ترین رکن)
2. خبرنگار
3. یاد آوران
4. همیار مشاور
5. همیار انرژی
6. دانش‌آموز آموزش‌دهنده
7. یاران شهدا
8. یاران نماز
9. شهردار مدرسه
10. فن یار

## مجموعه‌های وابسته
- مجلس دانش‌آموزی: نهادی صنفی است که به منظور ترویج فرهنگ مشارکت‌جویی، تعاون و همکاری، مسئولیت‌پذیری و زمینه‌سازی برای مشارکت فکری و عملی دانش‌آموزان در عرصه‌های مختلف آموزش و پرروش شکل گرفته‌است.
- خبرگزاری دانش‌آموزی پانا: خبرگزاری کانون دانش‌آموزی (پانا) به منظور جذب و آموزش دانش‌آموزان مستعد در عرصه خبر و رسانه تأسیس شده‌است.

## برنامه‌ها
اردوهای آموزشی – تشکیلاتی یاران ولایت -
عمره دانش‌آموزی -زیارت اولی های دانش آموزی به مشهد مقدس 
اعتکاف دانش‌آموزی -
اردویی و گردشگری  -
جشن‌های نیکوکاری و عاطفه‌ها -
اردو راهیان پیشرفت -
راه اندازی سامانه مجازی زنگ نشاط -
یاران مدرسه -
جشن‌های سپاس معلم و سپاس مربی -
گرامیداشت روز ۱۳ آبان و دهه فجر -
خندق فرهنگی -
دعای عرفه -
نوگلان حسینی (ساماندهی مداحان دانش‌آموز) -♡
مدیریت تعاونی‌های آموزشگاهی و…
طرح‌های کارآفرینی در معاونت متوسطه وزارت آموزش‌وپرورش، شیر رایگان مدارس و طرح ساماندهی از اقدامات سازمان دانش آموزی به‌شمار می‌رود.